# Dicranomyia (Neolimnobia) pugilis
Dicranomyia (Neolimnobia) pugilis is een tweevleugelige uit de familie steltmuggen (Limoniidae). De soort komt voor in het Neotropisch gebied.